# Spyware
Als Spyware (Zusammensetzung aus spy, dem englischen Wort für Spion, und -ware als Endung von Software, also Programmen für den Computer; zu Deutsch etwa Spähprogramm, Spionagesoftware oder Schnüffelsoftware) wird üblicherweise Software bezeichnet, die Daten eines Computernutzers ohne dessen Wissen oder Zustimmung an den Hersteller der Software (Call Home), an Dritte sendet oder dazu genutzt wird, dem Benutzer über Werbeeinblendungen Produkte anzubieten. Auch Nachrichtendienste nutzen Spyware, um Informationen über Personen zu sammeln.

## Grundlagen
Meist dienen Spyware-Programme dazu, das Nutzungsverhalten, insbesondere das Surfverhalten im Internet, zu analysieren. Die gewonnenen Daten werden kommerziell verwertet. Häufig geschieht dies durch das Einblenden gezielter Werbebanner oder Pop-ups, die an die möglichen Interessen des Internetbenutzers angepasst sind, wovon sich die Werbeunternehmen eine Steigerung der Wirksamkeit ihrer Methoden erhoffen.
Um mögliche juristische Probleme zu vermeiden, kennzeichnen viele Anti-Spyware-Programme die ermittelten Softwarekomponenten als „möglicherweise unerwünschte Software“ (potentially unwanted software, PUS).
Spyware wird meist im Auftrag von Unternehmen programmiert, seltener im Auftrag von Adresshändlern. Diese Geschäftspraktik wird im Allgemeinen jedoch als illegal oder zumindest unsauber angesehen. Durch Spyware beworbene Produkte sind oftmals zweifelhafter Art, wie gefälschte Produkte und Medikamente, sowie kostenpflichtige Dienste wie Erotikdienstleistungen oder Glücksspiel.
Auch Nachrichtendienste nutzen Spyware, um Informationen über Personen zu sammeln.

## Funktionsweise
Spyware funktioniert auf vielfältige Weise. Im einfachsten Fall werden Schadprogramme auf dem Rechner hinterlegt, die nach seinem Start automatisch aktiviert werden. Wird eine Verbindung zum Internet hergestellt, so werden die gesammelten Daten übermittelt. Sie verändern Einstellungen am Rechner, z. B. die Startseite oder Suchmaschine des Webbrowsers. Von Viren unterscheiden sie sich dadurch, dass sie nicht versuchen, sich weiterzuverbreiten. Andere Programme verschicken zusätzlich zu den freiwillig bei der Registrierung eingegebenen personenbezogenen Informationen unsichtbar weitere Daten an den Softwarehersteller.
In anderen Fällen entstehen die Schäden durch eine Kombination mehrerer Faktoren. Beim Herunterladen der Software wird ein Cookie zum Wiedererkennen des Rechners bei erneuten Besuchen der Webseite hinterlegt. Das Cookie enthält eine Kennung, unter der sämtliche gefundenen Daten beim Seitenanbieter gespeichert werden. Durch die Registrierung der Software gelangen Daten über den Nutzer zum Anbieter. Alle bei erneuten Besuchen eingegebenen Daten können den schon vorhandenen Daten zugeordnet werden. 
Beliebt ist ebenfalls die Tarnung der Spyware als Symbolleiste für den Webbrowser, die angeblich praktische Funktionen – wie das aktuelle Wetter oder ein Eingabefeld zur direkten Suche auf einer bestimmten Website – enthält. Sobald man versucht, diese Symbolleiste zu entfernen, zeigt sich die spywaretypische Hartnäckigkeit.
Spyware hat häufig ein hohes technisches Niveau. Beispielsweise schützt sie sich dadurch gegen Löschung, dass mehrere Prozesse gleichzeitig laufen, die bei Beendigung sofort einen neuen Prozess starten und sich selbst kopieren. Unter Microsoft Windows ist es gar möglich, dass sie einem Benutzerkonto mit Administratorrechten die Schreib- und damit die Löschberechtigung entziehen.
Ein weiteres Problem entsteht dadurch, dass Spyware zusätzliche Sicherheitslöcher in einem System erzeugen kann, die dann sicherheitsrelevante Softwareaktualisierungen verhindern, dafür das Hinzuladen weiterer Schadinhalte fördern.
Diese Verfahren machen es selbst technisch versierten Benutzern schwer, sich der Spyware zu entledigen. Antivirensoftware-Hersteller haben Lösungen gegen Spyware entwickelt. Mittlerweile beinhaltet Microsofts Betriebssystem Windows NT ab der Version Windows XP ein eigenes Sicherheitscenter, das mit dem kostenlosen Windows-eigenen Anti-Spyware-Programm Windows Defender kombiniert werden kann. Unter macOS von Apple ist eine Malware-Erkennung für heruntergeladene Dateien ab Version 10.6 (Snow Leopard) integriert.
Außerdem gefährlich sind Keylogger, die Tastatureingaben kontrollieren oder alle Aktivitäten des PC-Benutzers überwachen. Keylogger verbreiten sich immer öfter über Würmer oder Viren, wie Mydoom Anfang 2004.

## Symptome
Ein Computer könnte infiziert sein, wenn eines oder mehrere der folgenden Symptome auftreten:
- Der Computer funktioniert außergewöhnlich langsam, besonders beim Surfen im Web.
- Der Webbrowser öffnet Werbefenster, die in keinem erkennbaren Zusammenhang zu den besuchten Websites stehen.
- Die Startseite oder Suchmaschine des Webbrowsers wurde geändert, wechselt bei Änderungen automatisch wieder auf diese Einstellung.
- Im Lesezeichen- bzw. Favoritenmenü befinden sich neue Einträge, die nicht vom Benutzer gespeichert wurden.
- Der Computer verbindet sich selbständig mit dem Internet.
- Die Firewall meldet laufend Versuche von Programmen, die eine Verbindung zum Internet herstellen wollen.
- Es befindet sich eine Spyware-Warnung auf dem Desktop als Hintergrundbild, die zum Beispiel den Erwerb eines vorgeblichen Anti-Spyware-Programms bewirbt (Scareware).

## Schutzmöglichkeiten
- Verwenden von Anti-Spyware-Programmen und aktuellen Virenscannern mit den neuesten Virensignaturen.
- Beim Surfen im Web die Ausführung von aktiven Inhalten (meist Adobe Flash, Java, ActiveX) durch entsprechende Einstellungen im Browser verhindern, da sie häufig die Einfallstore bilden.
- Keine neuen Browser-Plug-ins herunterladen, die angeblich für die Wiedergabe von Inhalten benötigt werden.
- Cookies nur in Ausnahmefällen akzeptieren, zumindest aber die Einstellung „nur von besuchten Seiten“ wählen.
- Nur Links in vertrauenswürdigen E-Mails öffnen.
- Die Internetverbindung durch eine Firewall leiten, z. B. die eines vorhandenen Breitband-Routers.
- Regelmäßig das Betriebssystem und den Webbrowser des Computers über automatische Updatefunktionen aktualisieren.
- Ein Benutzerkonto mit Administratorrechten nicht zur Internetnutzung verwenden; unerwartete Anfragen nach dem Administratorkennwort abbrechen.
- Vor einer Softwareinstallation sollte geprüft werden, ob in den Lizenz- oder Nutzungsvereinbarungen automatische Kommunikationsfunktionen oder Ähnliches erwähnt wird. In dem Fall sollten alternative Programme genutzt werden.
- Nur Software installieren, die wirklich benötigt wird und nicht benötigte Software mit allen Komponenten entfernen.
- Bei im Web auftretenden Virenwarnungen von nicht installierten Virenscannern handelt es sich um irreführende Scareware.

## Software zur Erkennung und Beseitigung von Spyware
Für Windows:
- Ad-Aware – hauptsächlich Werbeblocker
- AdwCleaner von Malwarebytes[1]
- AVG Antivirus – hauptsächlich Virenscanner
- Comodo Internet Security – mit Virenscanner und Personal Firewall
- Detekt
- Emsisoft Emergency Kit
- HijackThis
- HitmanPro von Sophos
- Kaspersky Virus Removal Tool (VRT)
- Malwarebytes Anti-Malware
- Nemesis Anti-Spyware
- Norton PowerEraser
- Spybot – Search & Destroy
- Spyware Doctor
- Spyware Terminator
- SpywareBlaster
- Windows Defender (ab Windows Vista integriert)
- ZoneAlarm – Personal Firewall

Für macOS:
- Dateiquarantäne (integriert, ab Snow Leopard)
- Little Snitch – Personal Firewall